# Roodsnaveltoekan
De roodsnaveltoekan (Ramphastos tucanus) is een vogel uit de familie van de toekans (Ramphastidae). De wetenschappelijke naam van de soort werd in 1758 gepubliceerd door Carl Linnaeus.

## Kenmerken
De roodsnaveltoekan wordt ongeveer 52 centimeter lang. Hij is zwart met een witte keel. Zijn snavel is altijd rood met een gele rand aan de bovenkant van de bek. De vleugels zijn kort en de staart is lang.

## Leefwijze
Roodsnaveltoekans leven meestal in paren. Het menu is zeer gevarieerd; ze eten noten en vruchten, maar daarnaast ook eieren, (nest)vogels, kleine reptielen en allerhande insecten.

## Verspreiding en leefgebied
Deze soort komt voor in het noordoosten van Zuid-Amerika. De leefgebieden liggen in goed ontwikkeld, tropisch regenwoud in laagland en heuvelland tot 1440 meter boven zeeniveau, vaak gelegen op oeroude rivierbeddingen. De vogels worden ook wel waargenomen in secundair bos, aan bosranden, in cultuurland (plantages en grote tuinen) en mangrovebos.
Van de soort worden drie ondersoorten onderscheiden:
- R. t. tucanus: zuidoostelijk Venezuela, de Guyana's en noordelijk Brazilië.
- R. t. cuvieri Wagler, 1827: van westelijk Venezuela tot noordelijk Bolivia.
- R. t. inca Gould, 1846: noordelijk en centraal Bolivia.

## Status
De grootte van de populatie is in 2016 door BirdLife International niet gekwantificeerd. De vogel is kwetsbaar door habitatverlies. Het leefgebied wordt aangetast door ontbossingen die optreden in een tempo van 25 tot 40% van het bestaande oppervlak per 35 jaar. Het ontboste gebied wordt benut voor de sojaproductie of beweiding met rundvee. Daarnaast bestaat er jacht op de vogel. Om deze redenen staat deze soort als kwetsbaar op de Rode Lijst van de IUCN.

## Galerij

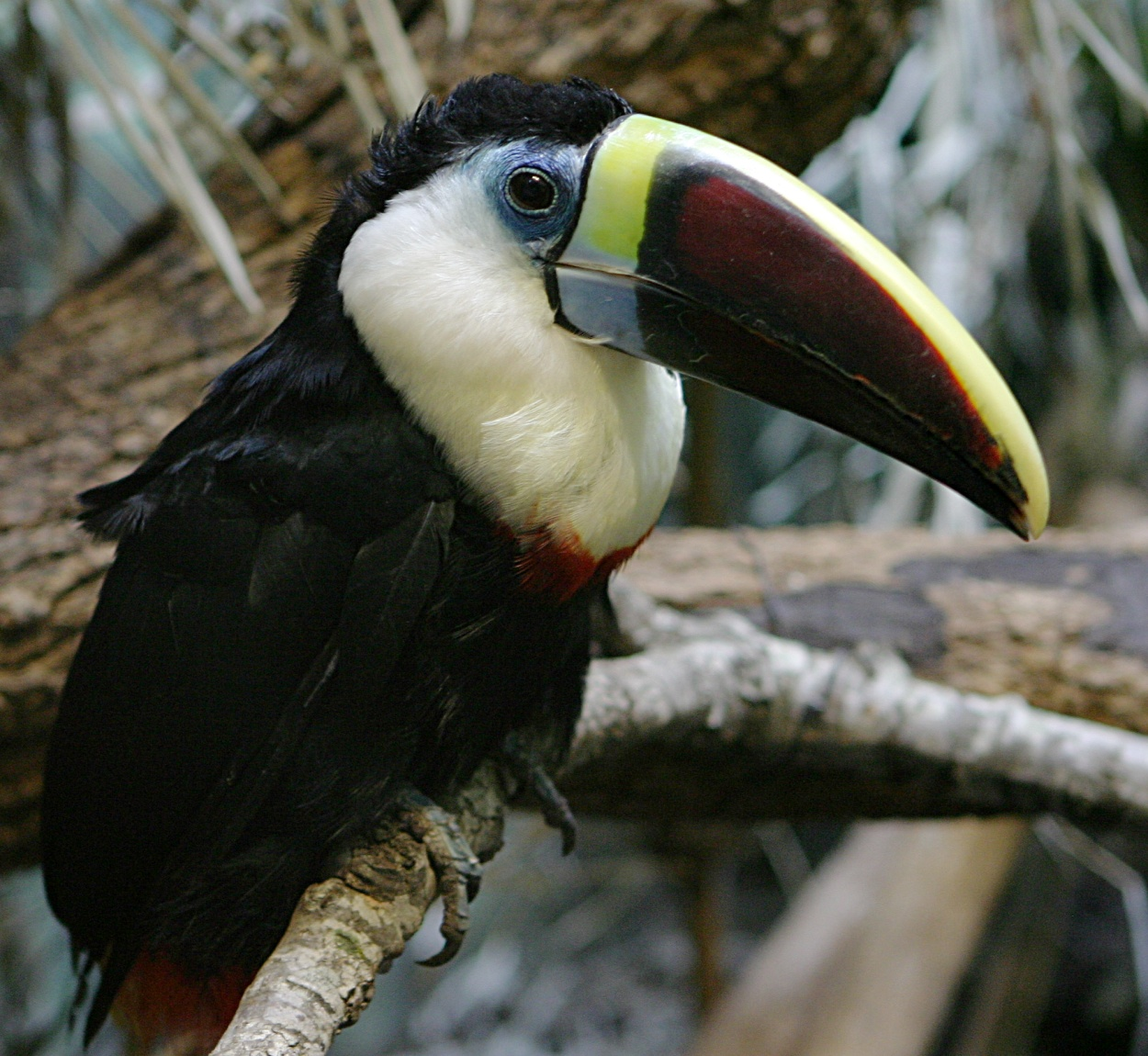
Een roodsnaveltoekan in de Houston Zoo
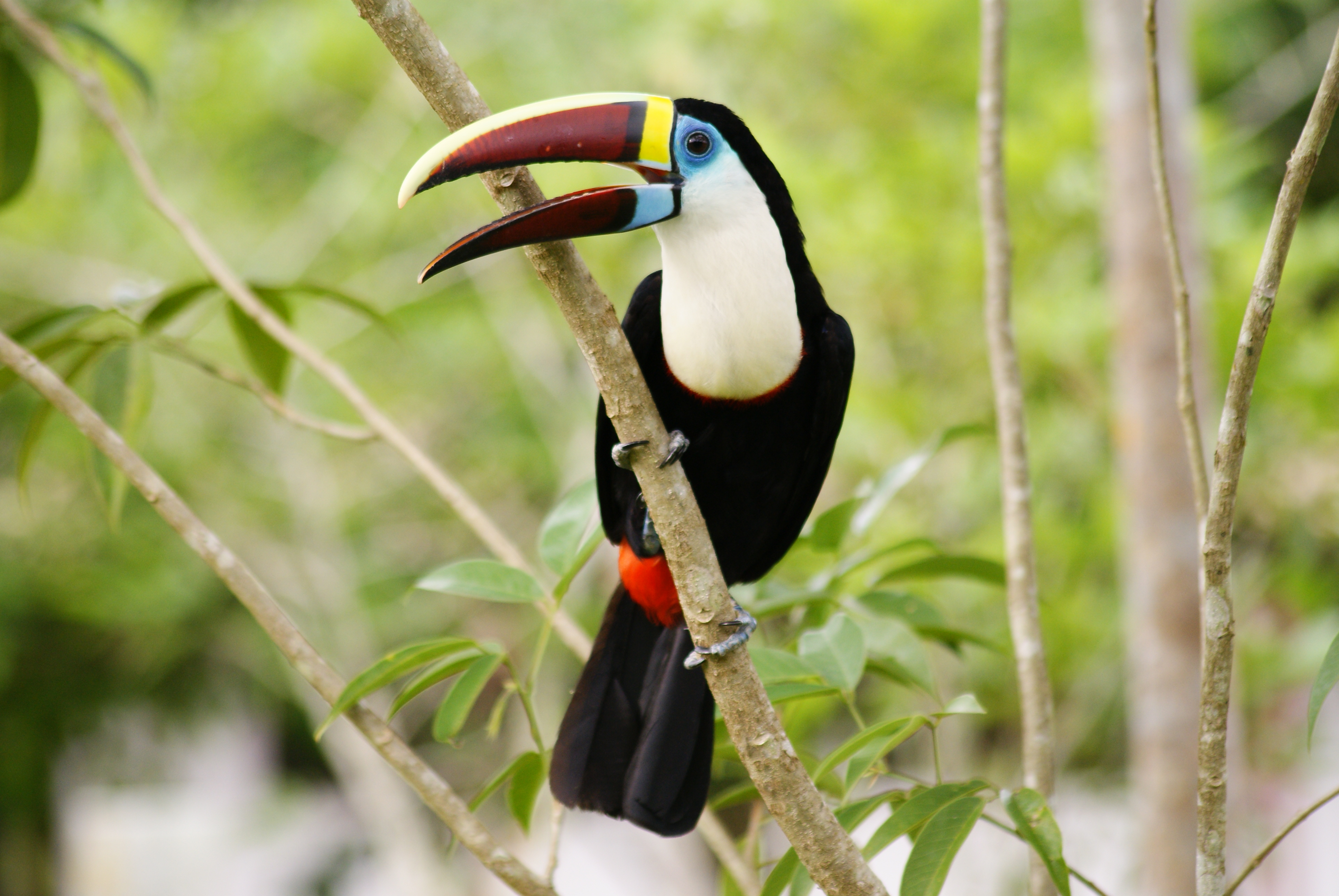
Een roodsnaveltoekan in Balbina, Amazonas
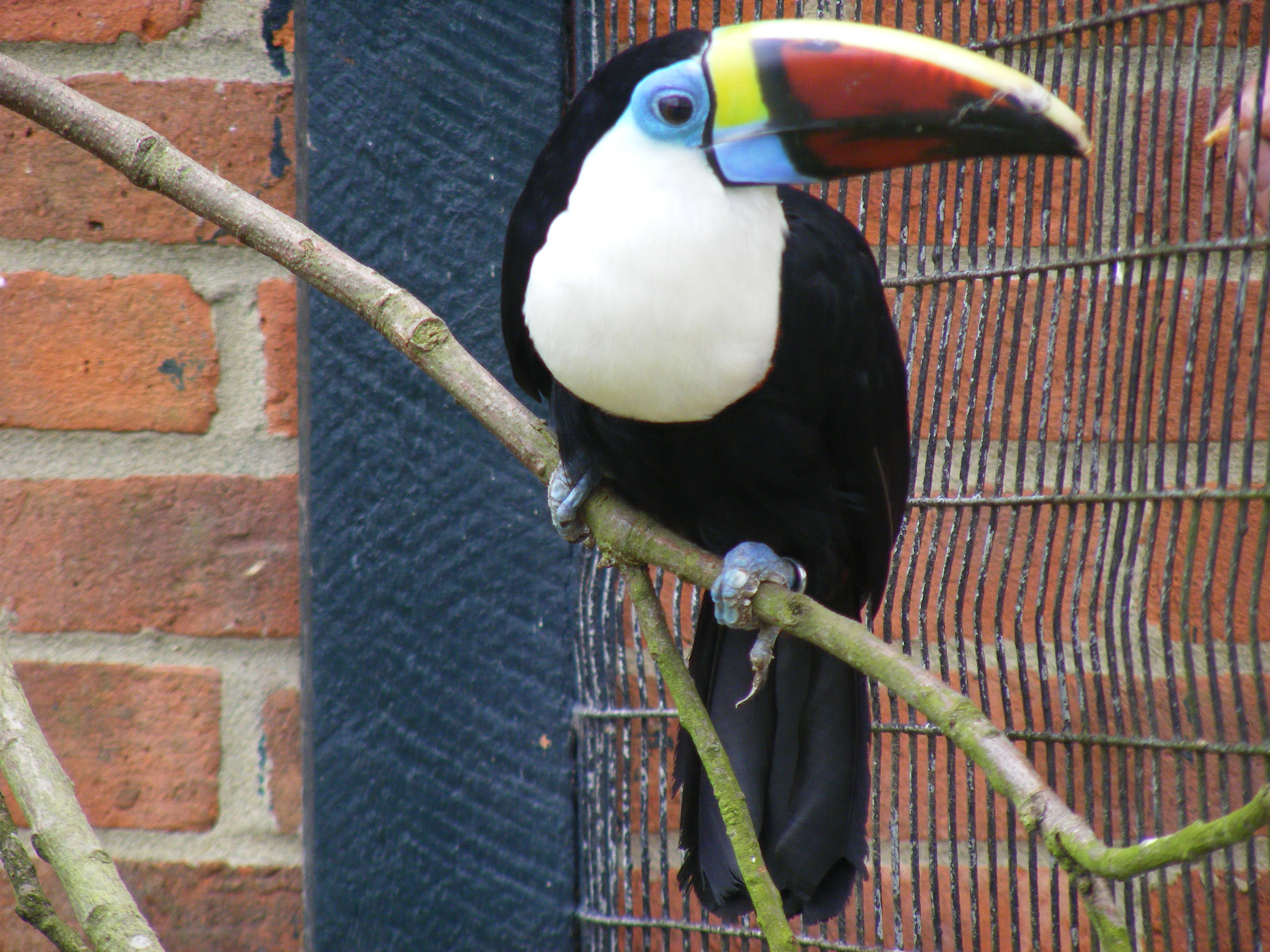
Ramphastos tucanus inca